# Cmentarz Górka Kościelnicka
Cmentarz Górka Kościelnicka – cmentarz w północno-wschodniej części Krakowa założony w 1820 roku jako cmentarz parafii Wszystkich Świętych dla Węgrzynowic, Kościelnik, Cła i Wolicy.

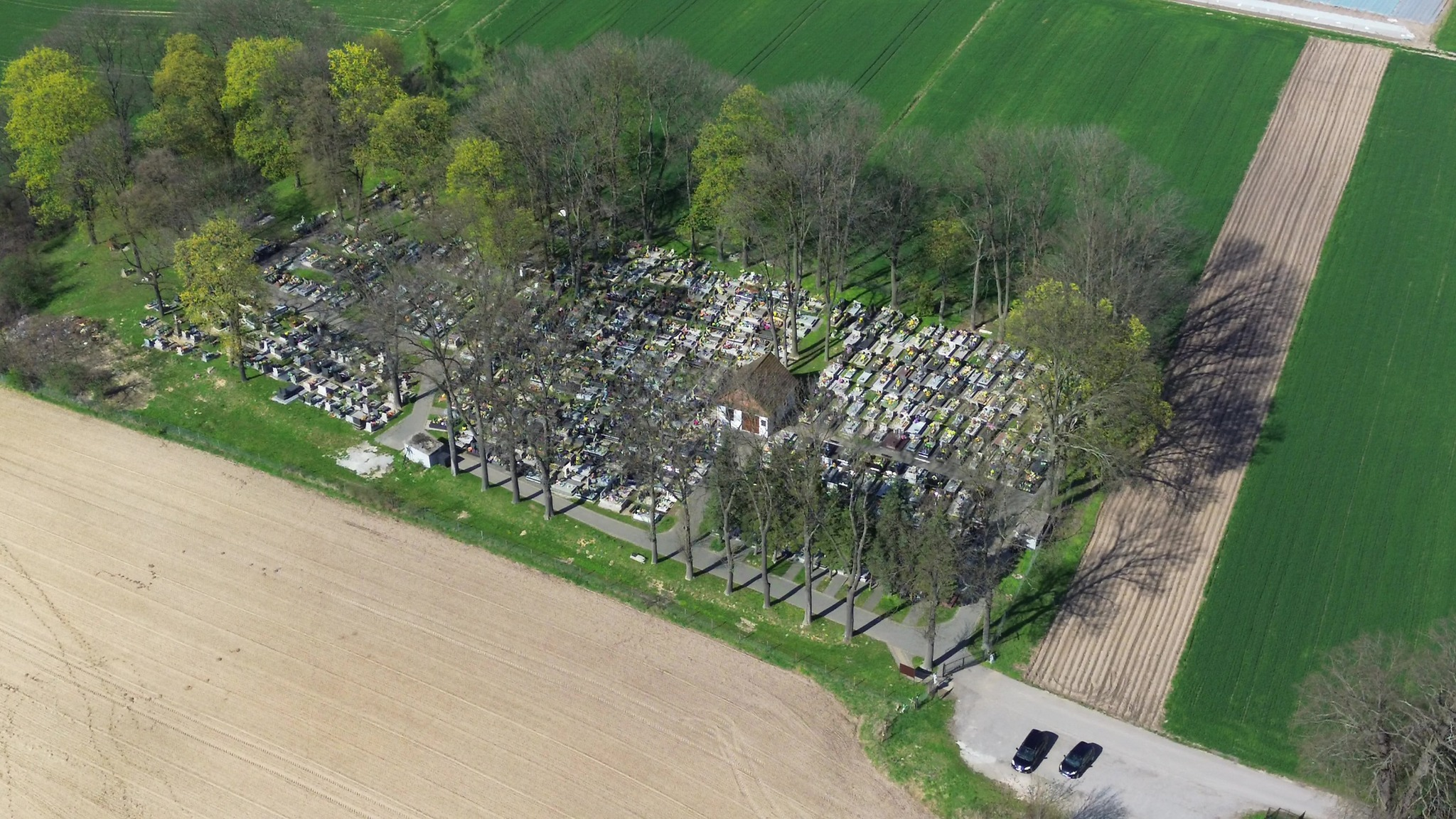
Fot. Krzysztof Drabik

Cmentarz powstał w 1820 po zamknięciu dla pochówków cmentarza przykościelnego. Jego częścią wydzieloną jest Cmentarz wojenny nr 393 – Górka Kościelnicka, austriacki cmentarz wojenny z okresu I wojny światowej.

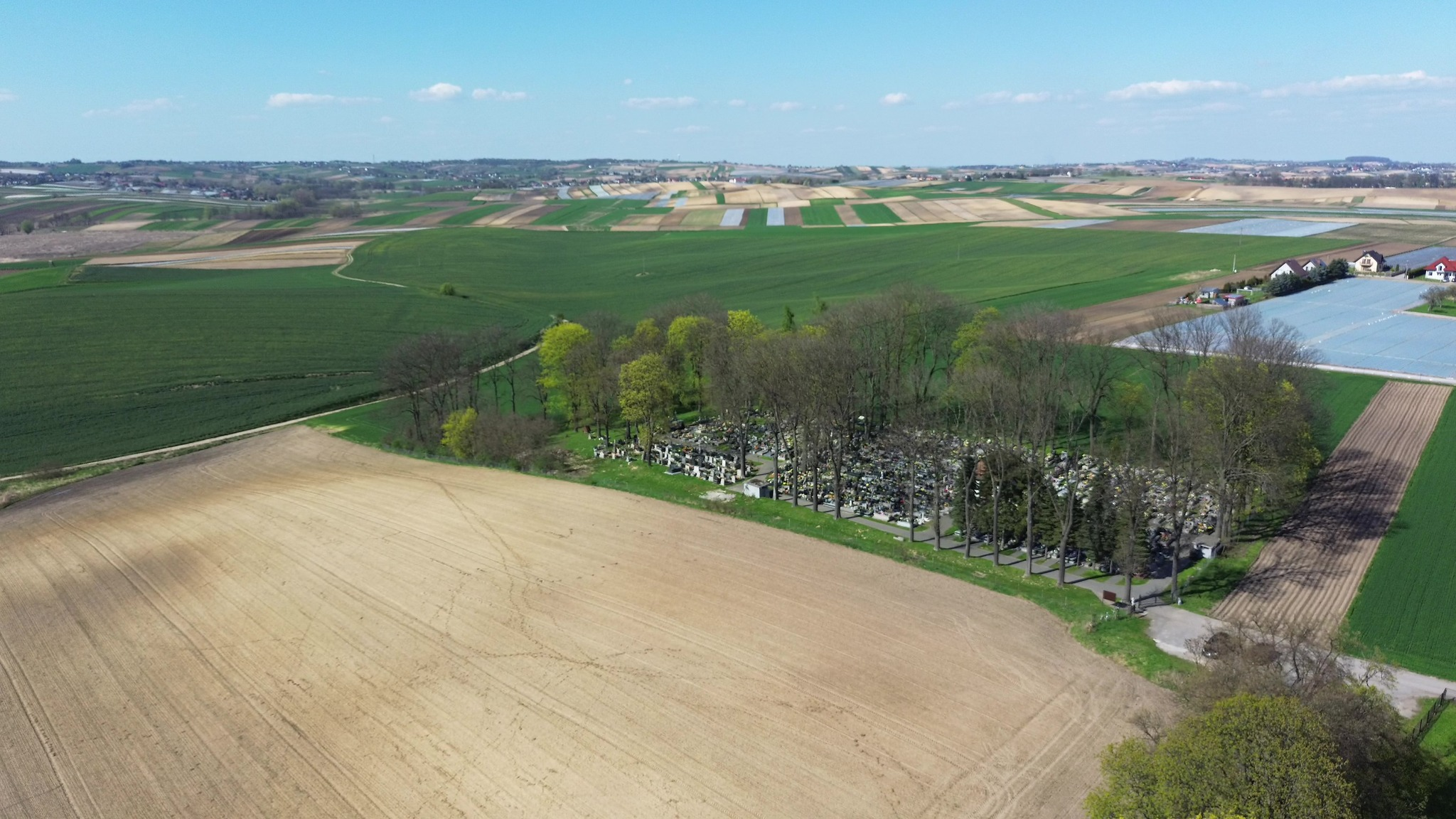

Na cmentarzu znajduje się kaplica w której pochowany jest były proboszcz ks. Kan. Józef Kluska. W kaplicy odprawiane są Msze Św. w Uroczystość Wszystkich Świętych o godz. 12:00 i 15:00. W ten dzień jest również Różaniec za zmarłych o godz. 19:00
W sąsiadującym z nekropolią wąwozie z inicjatywy proboszcza ks. Józefa Hojnowskiego zgromadzono dawne krzyże cmentarne.